# Pianura
Pianura ist der 21. von den 30 Stadtteilen (Quartieri) der süditalienischen Hafenstadt Neapel. Er gehört zur westlichen Peripherie von Neapel.

## Geographie und Demographie
Pianura ist 11,45 Quadratkilometer groß und hatte im Jahr 2009 57.147 Einwohner.